# Шамалды-Сайская ГЭС
Шамалды-Сайская ГЭС (Шамалдысайская ГЭС) — гидроэлектростанция на реке Нарын, между городом Таш-Кумыр и посёлком Шамалды-Сай в Джалал-Абадской области Кыргызстана. Входит в Нарын-Сырдарьинский каскад ГЭС. Эксплуатируется ОАО «Электрические станции», входит в филиал «Предприятие строящихся ГЭС».

## Общие сведения
Шамалды-Сайская ГЭС является средненапорной русловой гидроэлектростанцией (здание ГЭС входит в состав напорного фронта). Установленная мощность электростанции — 240 МВт, проектная среднегодовая выработка электроэнергии — 900 млн кВт·ч. Сооружения гидроузла включают в себя:
- правобережную грунтовую насыпную каменно-земляную плотину длиной 250 м и высотой 37 м. Водонепроницаемость плотины обеспечивается цементацией центральной зоны;
- здание ГЭС, совмещённое с донными водосбросами. Водосбросы максимальной пропускной способностью 3090 м³/с расположены под монтажной площадкой.

В здании ГЭС установлены три вертикальных гидроагрегата мощностью по 80 МВт, с поворотно-лопастными турбинами ПЛ 40/587а-В-680, работающими при расчётном напоре 26 м. Гидротурбины изготовлены предприятием «Тяжмаш». Турбины приводят в действие гидрогенераторы СВ-1210/122-60 УХЛ4, изготовленные предприятием «Элсиб». Электроэнергия с генераторов на напряжении 13,8 кВ подается на трёхфазные силовые трансформаторы ТДЦ-125000/110 УХЛ1 и ТДЦ-200000/220 УХЛ1, а с них через открытые распределительные устройства (ОРУ) 110 и 220 кВ — в энергосистему.
Напорные сооружения ГЭС образуют небольшое водохранилище площадью 2,4 км², его полная и полезная ёмкость водохранилища составляет 40,87 и 5,47 млн м³ соответственно, что позволяет осуществлять недельное регулирование стока, отметка нормального подпорного уровня водохранилища составляет 572 м, уровня мёртвого объёма — 569,9 м.

## История
Шамалды-Сайская ГЭС была спроектирована Среднеазиатским отделением института «Гидропроект» как очередная ступень Нарын-Сырдарьинского каскада. Строительство гидроэлектростанции было начато в феврале 1986 года управлением строительства «Нарынгидроэнергострой» на спаде работ по сооружению находящийся в 14 км выше по течению Таш-Кумырской ГЭС. Для пропуска расходов Нарына на начальном этапе строительства был сооружён левобережный обводной канал пропускной способностью 2000 м³/с. Первый гидроагрегат станции был пущен 1 июля 1992 года, второй — 12 февраля 1994 года и третий 30 декабря 1995 года. На проектную мощность станция была выведена в 2002 году. В 2018 году был смонтирован штатный козловой кран, заменивший временные грузоподъёмные механизмы, предназначенные для маневрирования затворами станции. Официально строительство станции не завершено.